# Segunda División Peruana 1951
La Segunda División Peruana 1951, la 9ª edición del torneo, fue jugada por diez equipos. Estuvo organizada por la Asociación Central de Fútbol y fue la primera edición en la etapa profesional en el fútbol de Perú. 
El ganador del torneo, Association Chorrillos, logró el ascenso a la Primera División de 1952.
Ningún equipo perdió la categoría pues la Federación Peruana de Fútbol dispuso que, a partir de esta edición, no se produzcan descensos ni ascensos entre la Segunda División y las ligas de Lima y del Callao para separar el fútbol profesional del amateur.

## Ascensos y descensos
| Posición | Ascendido a Primera División 1951 |
| -------- | --------------------------------- |
| 1º       | Unión Callao                      |

| Posición | Descendido de Primera División 1950 |
| -------- | ----------------------------------- |
| 10º      | Jorge Chávez                        |

| Posición | Ascendido de Liga Regional 1950 |
| -------- | ------------------------------- |
| 1º       | KDT Nacional                    |
| 2º       | Juventud Gloria                 |

| Posición | Descendido a Liga de Lima o Liga del Callao 1951 |
| -------- | ------------------------------------------------ |
|          | No hubo                                          |

## Equipos participantes
| Club                   | Ciudad     |
| ---------------------- | ---------- |
| Association Chorrillos | Chorrillos |
| Atlético Lusitania     | Lima       |
| Carlos Concha          | Callao     |
| Defensor Arica         | Lima       |
| Jorge Chávez           | Callao     |
| Juventud Gloria        | Lima       |
| KDT Nacional           | Callao     |
| Porvenir Miraflores    | Miraflores |
| Santiago Barranco      | Barranco   |
| Unión Carbone          | Lima       |

## Tabla de posiciones
| #  | Club                   | PJ | PG | PE | PP | PTS |
| -- | ---------------------- | -- | -- | -- | -- | --- |
| 1  | Association Chorrillos | 9  | 7  | 0  | 2  | 14  |
| 2  | Atlético Lusitania     | 9  | 7  | 0  | 2  | 14  |
| 3  | Santiago Barranco      | 9  | 6  | 1  | 2  | 13  |
| 4  | Unión Carbone          | 9  | 5  | 0  | 4  | 10  |
| 5  | Porvenir Miraflores    | 9  | 5  | 0  | 4  | 10  |
| 6  | Defensor Arica         | 9  | 4  | 0  | 5  | 8   |
| 7  | KDT Nacional           | 9  | 3  | 1  | 5  | 7   |
| 8  | Juventud Gloria        | 9  | 3  | 1  | 5  | 7   |
| 9  | Carlos Concha          | 9  | 3  | 1  | 5  | 7   |
| 10 | Jorge Chávez           | 9  | 0  | 0  | 9  | 0   |

|  | Campeón y ascendido a la Primera División de 1952 |

### Desempate por el título
| 13 de enero de 1952 | Association Chorrillos | 6-1 | Atlético Lusitania | Estadio de la Universidad Nacional Mayor de San Marcos, |  |

## Nota
1. ↑  No hubo descenso de ningún equipo en la Segunda División 1950 para aumentar el número de equipos participantes a diez.